# Robert Brown (Leichtathlet)
Robert Brown (Robert Graham „Bob“ Brown; * 2. August 1937; † 2007) war ein australischer Hammerwerfer.
Bei den British Empire and Commonwealth Games 1962 in Perth gewann er Bronze.
1960 und 1963 wurde er Australischer Vizemeister. Seine persönliche Bestleistung von 60,11 m stellte er am 11. August 1962 in Woodford auf.
Brown heiratete die Hochspringerin Michele Mason, die beiden hatten sich bei den Commonwealth Games 1962 kennen gelernt. Die beiden hatten vier Kinder und blieben bis zu seinem Tod zusammen.